# Menhirs de Barbouly
Les menhirs de Barbouly sont situés à  Sainte-Christine dans le département du Puy-de-Dôme.

## Protection
Ils ont fait l’objet d’un classement au titre des monuments historiques en 1982.

## Description
Les deux menhirs sont en granite. Le premier est debout. De forme triangulaire, il mesure 1,24 m de hauteur pour 1,12 m de largeur à la base. Le second menhir est couché à moins de 2 m du précédent. Il mesure 2,25 m de longueur pour 1,30 m de largeur.